# Fredrik II:s bordshimmel

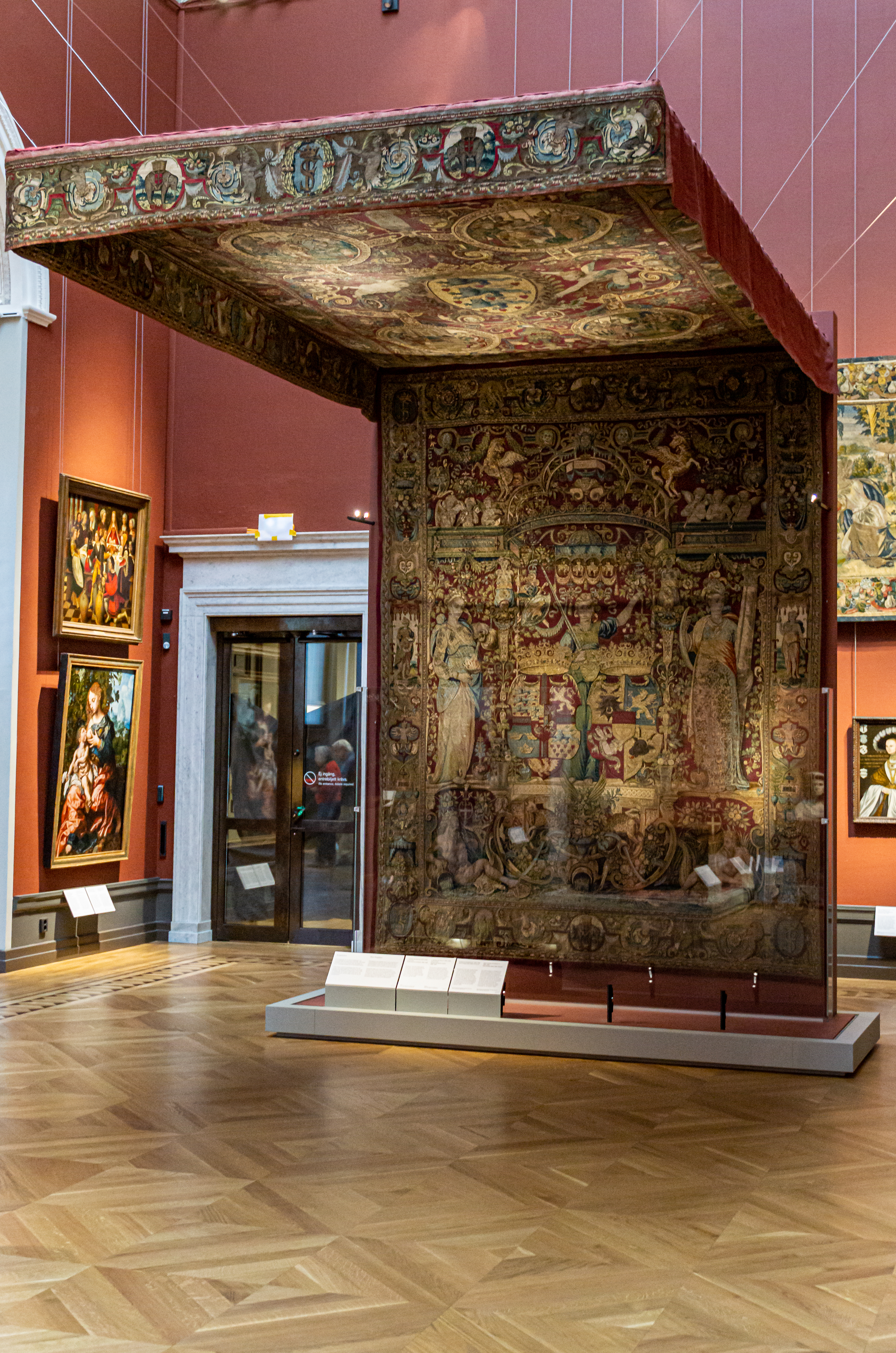
Fredrik II:s bordshimmel

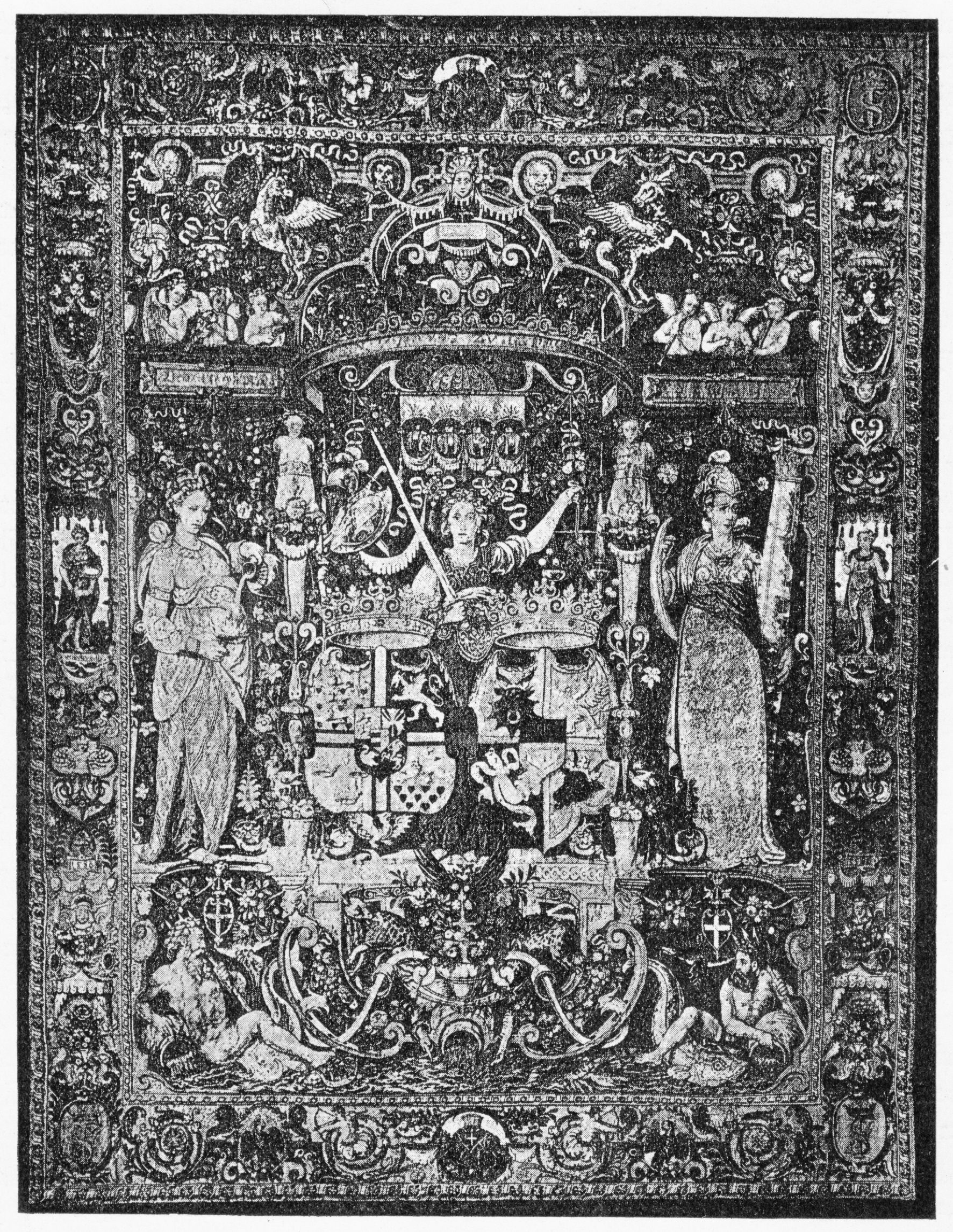
Ryggstycket

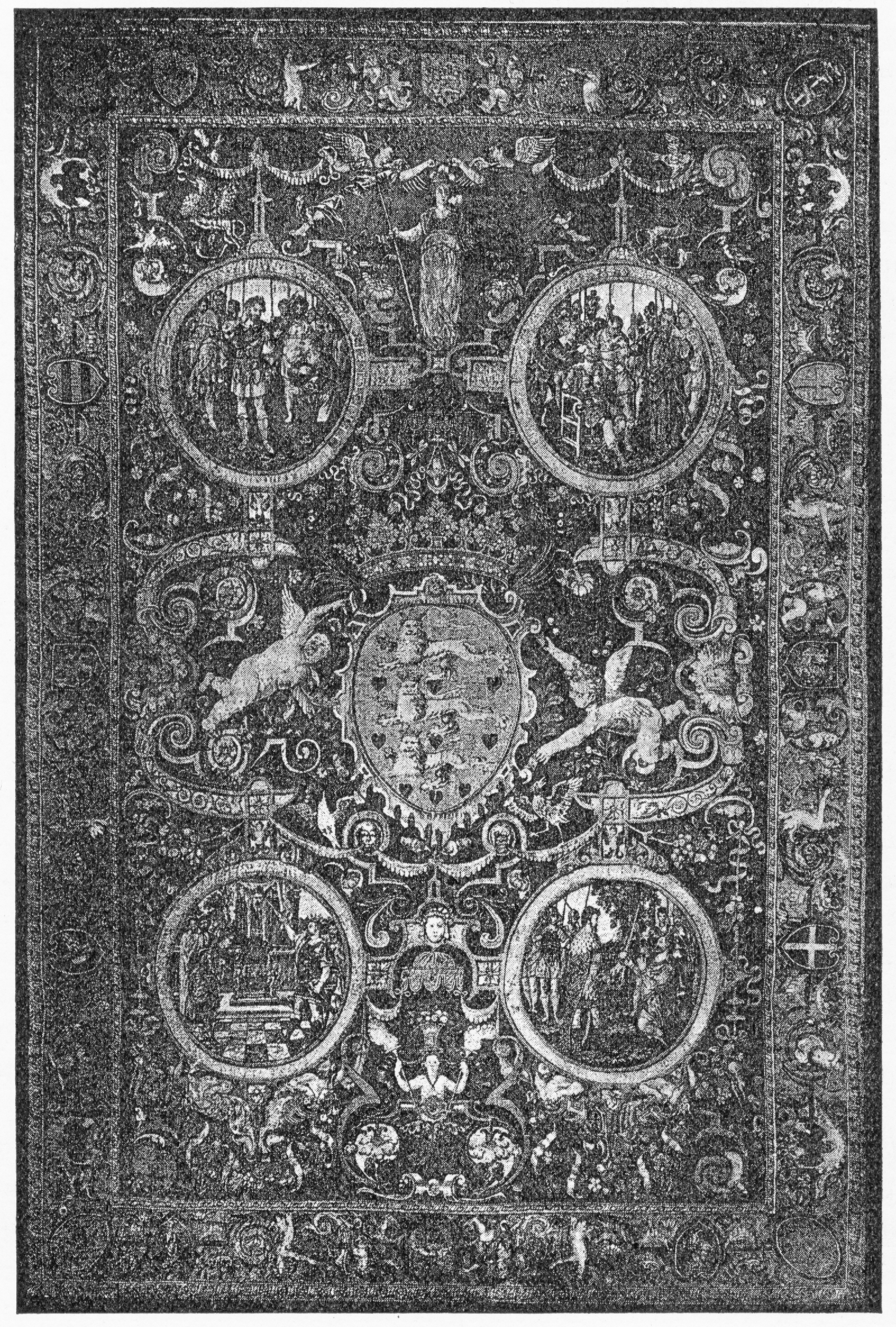
Själva himlen

Fredrik II:s bordshimmel, även kallad Fredrik II:s tronhimmel, är en rikt utsmyckad baldakin i vävd tapet som utfördes år 1589 vid Kronborgs slott av den flamländske vävaren Hans Knieper på uppdrag av Fredrik II av Danmark. Bordshimlen stod i balsalen på Kronborg och användes i samband med festligheter som kungen ordnade där. Den blev svenskt krigsbyte under Karl X Gustavs andra danska krig (1658–1660) och finns nu i Nationalmuseums samling i Stockholm. Vid samma tillfälle förlorade Kronborg även en rikt dekorerad fontän som ingick i krigsbytet.

## Bakgrund
Från 1574 till 1585 byggdes Fredrik II:s medeltida fästning Krogen om till det magnifika renässansslottet Kronborg. Det nya slottet försågs med en överdådig interiör. Till utsmyckning av balsalen, Dansesalen, beställdes 43 gobelänger, Kronborgstapeterna, med 101 porträtt av danska kungar, från de legendariska kungarna till Fredrik II. Hans son, sedermera Kristian IV, är också med, men som en bifigur i tapeten med sin far.
När de 43 tapeterna hade levererats beställde Fredrik II en bordshimmel år 1585 för att slutföra utsmyckningen av balsalen. En bordshimmel är en sorts baldakin som består av ett tak, och gärna ett bakstycke. Bordshimlen var vid festliga tillfällen placerad över hedersplatsen, där Fredrik II och drottning Sofia satt med de viktigaste gästerna. 15 av de 43 Kronborgstapeterna finns i Danmark: åtta på Nationalmuseet i Köpenhamn och sju på Kronborgs slott. Alla är omgivna av en mörkblå kant och den nedre vänstra hörnet är märkt med en krona och ett B i guld, en förkortning för "Kronborg".

## Framställandet och material
Bordshimlen tillverkades i Helsingör år 1586 av en grupp holländska vävare, under ledning av vävaren Hans Knieper, som också hade varit ansvarig för produktionen av kungliga tapeter. Eftersom bordshimlen skulle markera kungens plats och vara kulmen på Dansesalens utsmyckning, använde man de mest dyrbara material: där de kungliga tapeter främst var vävda av ull, vävdes bordshimlen i siden med trådar av silver och guld.
Fredrik II fick dock liten glädje av den eftersom han dog 1588, bara två år efter att den stod färdigt.

## Svensk krigsbyte
Under Karl X Gustavs andra danska krig (1658-60) erövrades Kronborg och ockuperades av Karl X Gustavs trupper. Som en följd av Freden i Köpenhamn 1660 fördes värdefulla föremål bort från Kronborg, däribland den här praktfulla bordshimlen.
Då bordshimlens bildprogram och symbolik hade stark anknytning till Danmark, kunde den inte användas i Sverige. Därför lades den undan i många år i kungliga magasin, fram till 1868 då den överfördes till Nationalmuseum i Stockholm, där den vanligtvis visas. Eftersom den inte användes under så lång tid är den mycket välbevarad, trots att den är så gammal.
Fredrik II:s bordshimmel ställdes ut 2002 på Metropolitan Museum of Art i New York. Från 2012 till 2016 var bordshimlen tillfälligt utlånad till Kronborg, då Nationalmuseum var stängt för renovering.

## Galleri

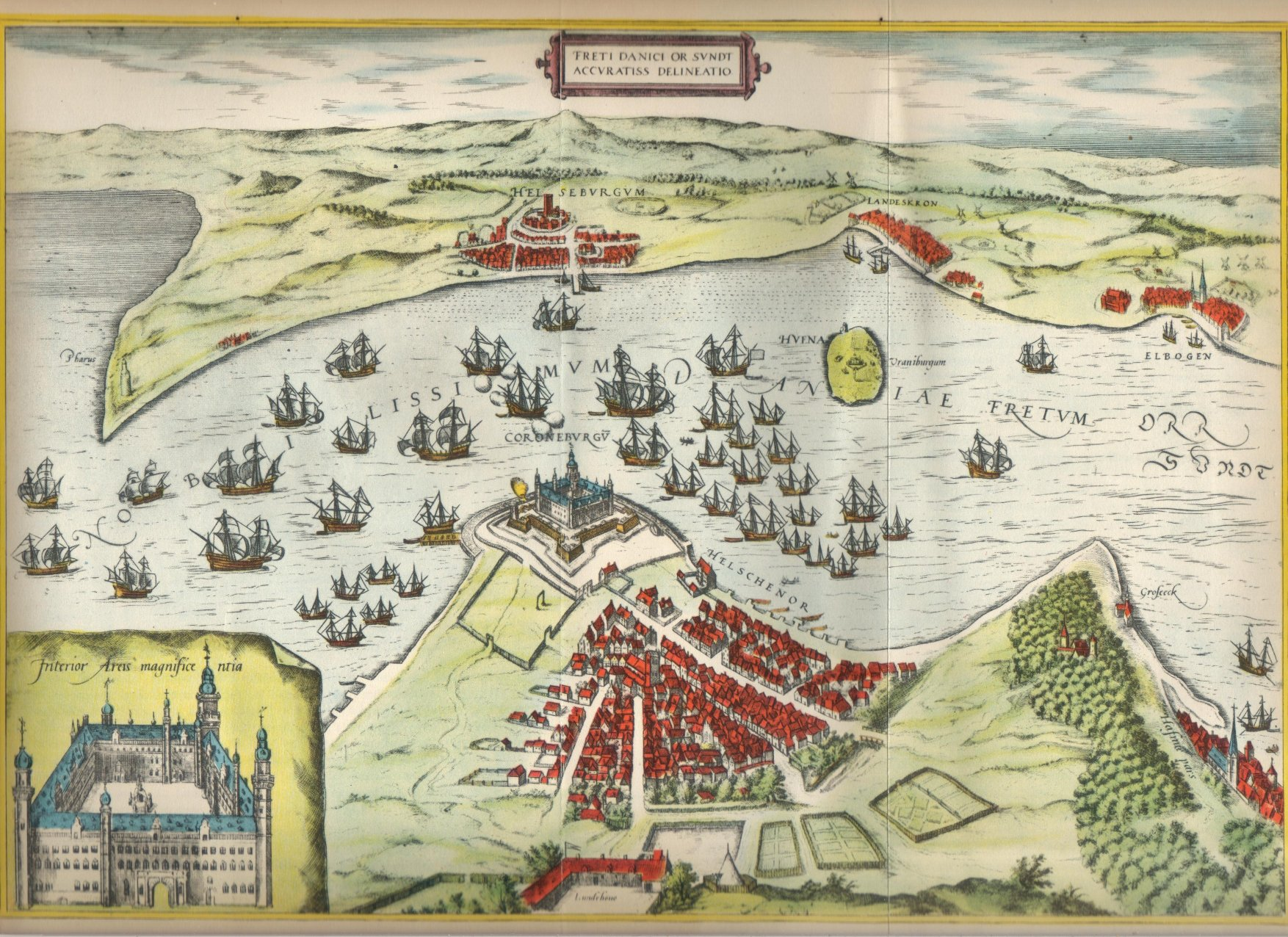
Fredrik II:s Kronborgs slott år 1588.
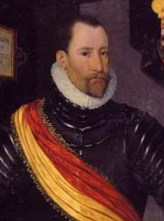
Frederik II
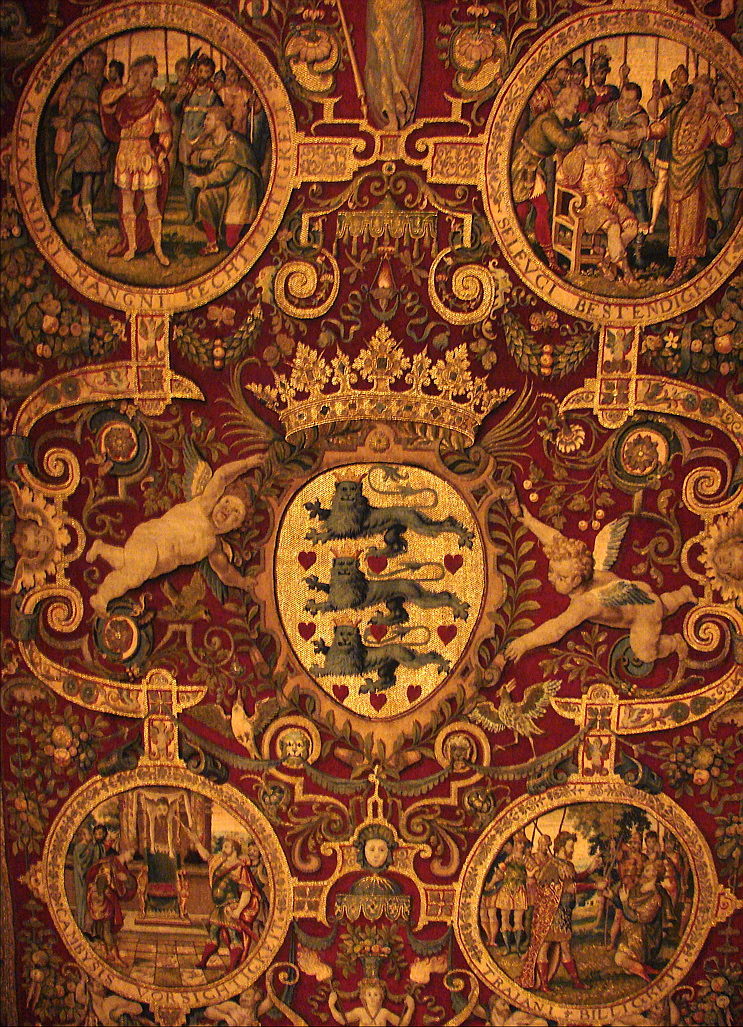
Detalj av himlen
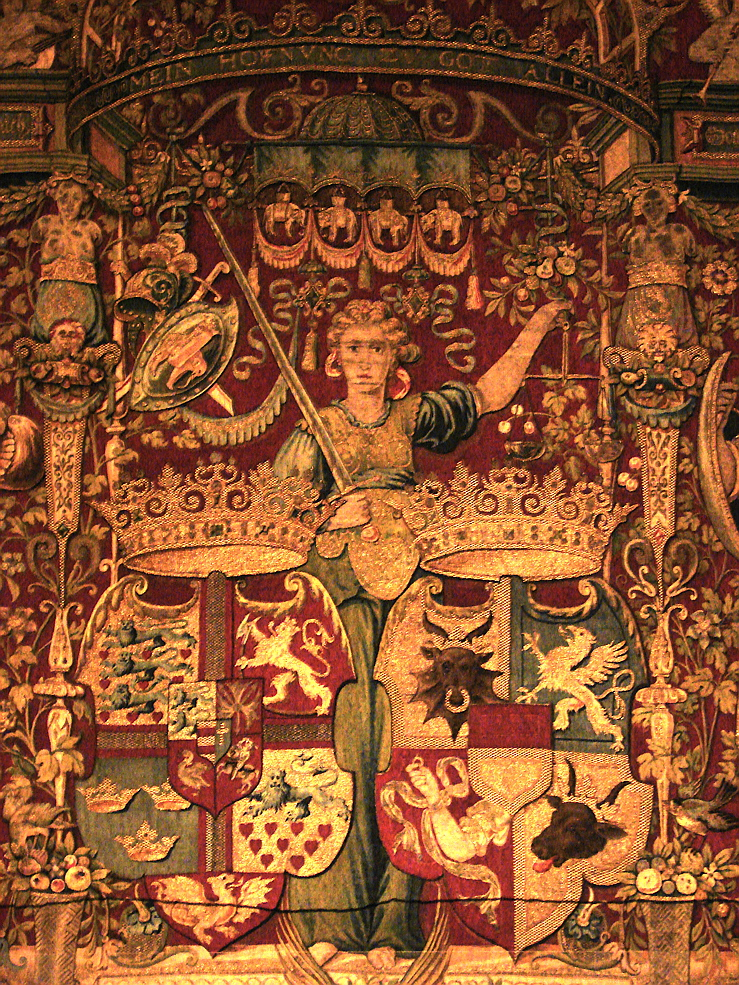
Detalj av bakstycket